# Chris Douglas (Musiker)
Chris Douglas (* 4. August 1974) ist ein US-amerikanischer Musiker und DJ. Er veröffentlicht unter den Pseudonymen wie O.S.T., Rook Vallade, Rook Valard und Dalglish.

## Musik
Der kalifornische Musiker Chris Douglas trat auf Einladung von Autechre 2004 beim Festival All Tomorrow’s Parties auf.
An den Berührungspunkten der zeitgenössischen elektronischen Musik mit IDM, Industrial und Musique Concrète anzusiedeln, tauchen seine Werke auf Labels wie Plug Research, Polyrhythmic, Diskono und Worm Interface an der Seite von Leuten wie Boards of Canada und Autechre ebenso auf, wie auf dem eigenen Label Qlipothic, auf welchem er sein Debüt Seimlste veröffentlichte.
In der japanischen Sängerin Coppe und dem Jazzmusiker Jacob hat der Wahlberliner Gleichgesinnte gefunden und mit ihnen das Album Ubik produziert. Seinen Qlipothic-Erstling Seimlste ließ Douglas von Künstlern wie Autechre, Pita, Merzbow, Stephan Mathieu remixen.

## Andere Projekte
Zusammen mit Mike Donovan veröffentlichte Chris Douglas im Jahr 2000 die EP Brisbane Cats unter dem Bandnamen The Church Steps auf dem Label Static Caravan. Der gemeinsame Track Cal/Kearn  erschien auf dem japanischen Label Contact Records auf der Compilation U.S. Pop Life Vol. 11 / Looking For The Perfect Glass: California Post Punk, auf der unter anderem auch die damals noch unbekannten Bands !!! und Camera Obscura zu hören waren.

## Pseudonyme
- O.S.T.
- Rook Vallade
- Rook Valard
- Dalglish
- Wooli Bodin
- Harry Rod
- Astrochris

## Diskographie
| - 1998: O.S.T. Death Notice (Phthalo) - 1998: O.S.T. Fashion For Passion (Dial Records) - 1998: O.S.T. Live @ Nina’s (Phthalo) - 1998: O.S.T. Live @ Static (Phthalo) - 1998: O.S.T. Live At Globule, Mills College (Phthalo) - 1998: Rook Valard Systematic Desensitization (Phthalo) - 1999: O.S.T. Fuckin' Twats Missed It (Phthalo) - 2000: O.S.T. Bad Music And Buttprints (Dial Records) - 2000: O.S.T. Deflect (Emanate Records) - 2002: O.S.T. Does Not Play Well With Others (Polyrhythmic) - 2002: O.S.T. Seimlste (Qlipothic) - 2003: O.S.T. Fimt (Isolate) - 2004: Dalglish OtJohr (Highpoint Lowlife) - 2007: O.S.T. Waetka (Ideal Records) - 2013: Dalglish Niaiw Ot Vile (Pan) - 2017: Scald Rougish Idioal Oifrmech (Ge-stell) - 2017: Chris Douglas Fuadain Liesmas (Entr'acte,) - 1992: O.S.T. Basilar EP (12") (Switch Records Canada) - 2000: Rook Vallade Rook Vallade (Dial Records) - 2014: Dalglish Dorcha Aigeann (Ge-stell) - 1996: O.S.T. rEMIT rECAPS (CD) Simm City (O.S.T. Mix) (Astralwerks) |

### Videos
- 2005: Symül – Transforma und O.S.T. (Shitkatapult)
- 2007: Synken – Transforma und O.S.T. (Shitkatapult)

## Sonstiges
- Autechre remixte den Track Ou vom Album Seimlste.
- Von seinem Album Waetka erschien parallel eine bis auf 200 Stück limitierte Sonderauflage. Das Cover dazu gestaltete die Berliner Künstlerin Jorinde Voigt.